# Classe Ninfe
La classe Ninfe della flotta della Marina Militare italiana è costituita da due unità  utilizzate per attività idro-oceanografiche, che portano il nome di ninfe della mitologia.
Le due unità sono state costruite nel cantiere Intermarine di Sarzana e consegnate alla Marina Militare nella stessa giornata del 10 gennaio 2002.
Dal punto di vista dell'organico le due unità dipendono dal Dipartimento militare marittimo dell’Alto Tirreno di La Spezia, mentre dal punto di vista tecnico fanno capo all'Istituto Idrografico della Marina di Genova.

## Caratteristiche
Le navi della classe sono caratterizzate da una struttura a catamarano e sono interamente realizzate in materiale composito FRP (Fibre Reinforced Plastic) di cui è specializzato il cantiere in cui le imbarcazioni sono state costruite. Il loro impiego consiste principalmente in attività di raccolta di dati realizzata tramite:
- scandagliamento dei fondali per misure di profondità e determinazione della natura del fondo marino
- ricerca di relitti e di scafi affondati o di altri ostacoli sommersi pericolosi per la navigazione
- rilievo topografico della linea di costa e delle opere portuali.

Tutti i dati raccolti vengono controllati ed elaborati direttamente a bordo tramite l'utilizzo di software dedicati.  Tali rilievi, dopo un'ulteriore verifica da parte dell'Istituto Idrografico della Marina, sono finalizzati all'aggiornamento e alla produzione di cartografia nautica cartacea ed elettronica sia di tipo militare che civile, corredata di informazioni aggiuntive utili per la navigazione sicura, e alla generazione di database oceanografici per uso scientifico.

## Unità

### Galatea (A 5308)

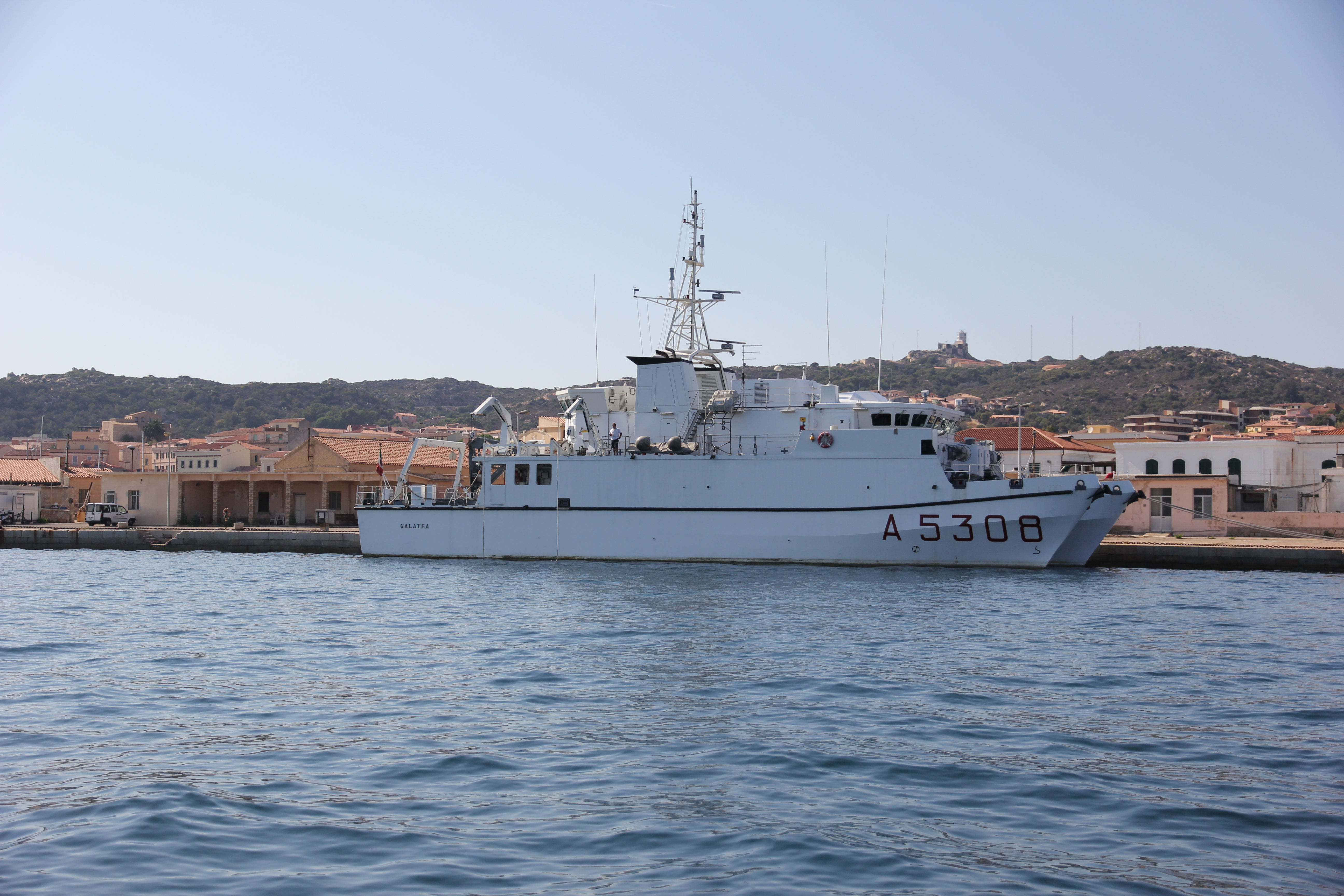
Nave Galatea ormeggiata a La Maddalena

Nave Galatea (identificativo A 5308) porta il nome della ninfa Galatea. il suo motto è "Felix Galatea vivas".

### Aretusa (A 5304)
Nave Aretusa (identificativo A5304) porta il nome della ninfa Aretusa. Il motto dell'unità è "Arethusa undis prospicit". In passato il nome era stato assegnato ad una torpediniera della Regia Marina della classe Spica che dopo aver preso parte alla seconda guerra mondiale nel dopoguerra fu tra le unità che in base alle clausole del trattato di pace all'Italia venne concesso di mantenere prestando servizio fino al disarmo avvenuto nel 1958, dopo che nell'ultima parte della sua vita operativa venne riclassificata corvetta con il distintivo ottico F 556.